# کنت دومونت فرت

کنت دومونت فرت

کنت دومونت فرت (Conte di Monteforte)  با نام کامل کنت آنتوان دمونت فورت (زاده ۱۸۷۸ ناپل – درگذشته ۱۹۱۶ تهران) اولین رئیس پلیس ایران بود که پس از دومین سفر اروپای ناصرالدین‌شاه توسط وی به نام اداره نظمیه و پلیس دارالخلافه تاسیس شد. در سال ۱۸۷۸ میلادی، ناصرالدین شاه از امپراتور اتریش درخواست مستشار نظامی نمود. امپراتور چهار نفر مستشار نظامی را به ایران فرستاد که یکی از آنان کنت دومونت فرت بود. کنت موفق شد یک سال بعد نظامنامه نظمیه ایران را به تصویب شاه برساند.
او در بدو ورود ابتدا در خانه‌ای واقع در سرتخت بربریها، پشت پارک ظل السلطان ساکن شد و بعدها که الطاف شاه را به خود مشاهده کرد، تصمیم گرفت خانه‌ای در خور داشته باشد؛ لذا زمینی را در ضلع شمالی خیابان لاله‌زار تهران (چهارراه کنت کنونی) از حاج ابراهیم خان ظهیرالدوله خریداری نمود و با همسر، یک دختر و دو پسرش به آنجا نقل مکان نمود.
کنت از سال ۱۲۹۶ ق تا ۱۳۰۹ ق رئیس پلیس و وزیر نظمیه بود و پس از آن به امور تشریفاتی می‌پرداخت. در دورهٔ وزارت منصب امیرتومانی داشت و سالانه سه‌هزار تومان حقوق و سهم علیق این منصب را دریافت می‌نمود. نامبرده همچنین لقب نظم‌الملکی را از ناصرالدین‌شاه دریافت نمود. علت برکناری وی مخالفت مردم با قرارداد رژی بود و اینکه شاه شرط مردم را برای برکناری خارجیان از مناصب مهم مملکتی پذیرفته بود.
کنت در سال ۱۳۳۵ ق برابر ۱۹۱۶ میلادی در زمان سلطنت احمدشاه در تهران درگذشت و جسدش در گورستان دولاب مدفون گشت. 
ناصرالدین‌شاه به کنت علاقه زیاد داشت و این رباعی را در وصف وی سروده بود.
| اندیشه کنند، خیل رندان ز پلیس |  | یک جو نرود به خرج ایشان تلبیس |
| در کندهٔ کنت فرت خواهد فرسود   |  | در چرخ اگر خطا نماید برجیس!   |